# Norbert Bläsner

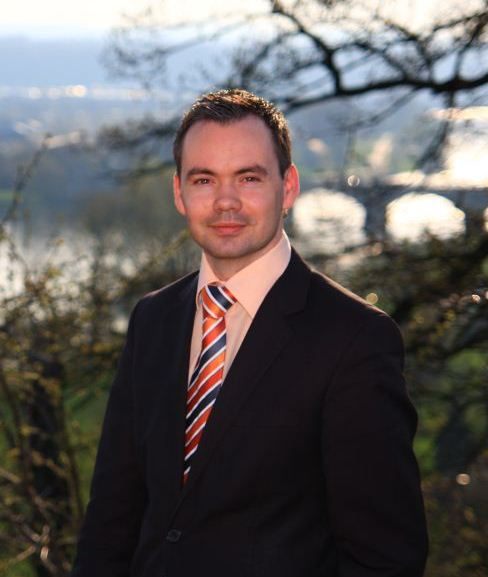
Norbert Bläsner (2010)

Norbert Bläsner (* 8. Dezember 1980 in Dohna) ist ein deutscher Politiker (FDP) und war 2009 bis 2014 Mitglied des Sächsischen Landtags.

## Leben und Beruf
Norbert Bläsner besuchte die Heinrich-Heine-Grundschule in Großsedlitz, später die Bruno-Gleißberg-Grundschule und schließlich das Pestalozzi-Gymnasium, an dem er 1999 sein Abitur machte.  Nach dem Grundwehrdienst studierte er an der Verwaltungsfachhochschule in Meißen und legte 2003 seine Staatsprüfung zum Verwaltungswirt erfolgreich ab. 
Nach seiner Zeit als Mitglied des Sächsischen Landtags war Bläsner seit September 2016 als Bau- und Hauptamtsleiter der Gemeindeverwaltung Dürrröhrsdorf-Dittersbach tätig. Im Januar 2022 wechselte er als Leiter des Bürgeramtes nach Ottendorf-Okrilla. Er lebt in Großsedlitz.

## Politik
im Jahr 2000 trat er in die FDP selbst ein, sowie in den Jugendverband der FDP, den Jungen Liberalen (Julis), die in Sachsen den Namen Jungliberale Aktion (JuliA) trägt. Von 2003 bis 2004 arbeitete Bläsner im Sächsischen Staatsministerium für Kultus. Im November 2004 wechselte er in die FDP-Fraktion im Sächsischen Landtag, wo er als parlamentarischer Berater für Bildung und Soziales bis zu seiner Wahl in den Landtag im August 2005 arbeitete. 2005 wurde er erstmals in den Landesvorstand der FDP Sachsen gewählt und gehörte diesem bis zum April 2011 als Beisitzer an. Die gleiche Funktion übt er im Vorstand seines Kreisverbandes, der FDP Sächsische Schweiz – Osterzgebirge, aus. Er vertritt seinen Kreis- bzw. Landesverband zusätzlich als Delegierter bei den Landesparteitagen der FDP Sachsen sowie FDP-Bundesparteitagen.
Thematisch engagiert sich Bläsner in den Landesfachausschüssen “Bildung, Schule und Berufsausbildung”, “Sport” und “Soziales, Familie und Demografie” der FDP Sachsen. Er war Mitglied des sächsischen Untersuchungsausschusses zu „kriminellen und korruptiven Netzwerken in Sachsen“ („Sachsensumpf“).

### Kandidaturen und Mandate
im Jahr 2002 kandidierte Bläsner erstmals für die FDP im Rahmen der Bundestagswahl 2002 für den Wahlkreis Sächsische Schweiz-Weißeritzkreis. Sowohl 2004 als auch 2009 trat er zu den Wahlen für den Sächsischen Landtag an und erhielt bei der zweiten Kandidatur über die Liste der FDP Sachsen auch ein Mandat. In seinem Wahlkreis 49 / Sächsische Schweiz – Osterzgebirge I erreichte Bläsner dabei 13 Prozent der Erststimmen; seine Partei erreichte 9,7 Prozent der Zweitstimmen.
Bei der Landtagswahl in Sachsen 2014 verpasste die FDP den Wiedereinzug in den Landtag und sein Mandat endete.
In seiner Heimatstadt und seinem Landkreis trat er regelmäßig zu Kommunalwahlen an: 2004 und 2008 erzielte Norbert Bläsner in Heidenau jeweils einen Sitz im Stadtrat und wurde zum Vorsitzenden der FDP-Fraktion im Heidenauer Stadtrat bestimmt. Im Jahr 2008 erhielt er außerdem ein Mandat für den Kreistag des im Rahmen der Kreisreform Sachsen 2008 neugebildeten Landkreises Sächsische Schweiz-Osterzgebirge. Bei der parallel stattfindenden Bürgermeisterwahl in Heidenau erreichte er ein Ergebnis von 28,7 Prozent gegen den Amtsinhaber.
2012 trat er zur Bürgermeisterwahl in Heidenau an.